# Acantharchus pomotis
Az Acantharchus pomotis a sugarasúszójú halak (Actinopterygii) osztályának sügéralakúak (Perciformes) rendjébe, ezen belül a díszsügérfélék (Centrarchidae) családjába tartozó faj.
Nemének az egyetlen faja.

## Előfordulása
Az Acantharchus pomotis előfordulási területe Észak-Amerika keleti fele. Az USA egyik endemikus hala, amelynek elterjedése a Hudson folyótól délfelé a floridai Saint Johns folyóig tart. Állományai találhatók Georgia államtól egészen a Mexikói-öbölig; a Suwannee és a St. Marks folyók között.

## Képek

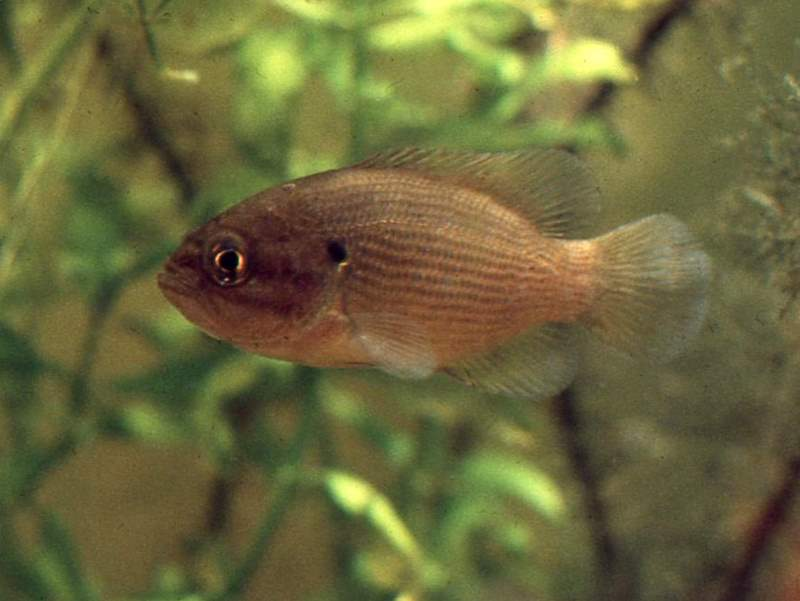
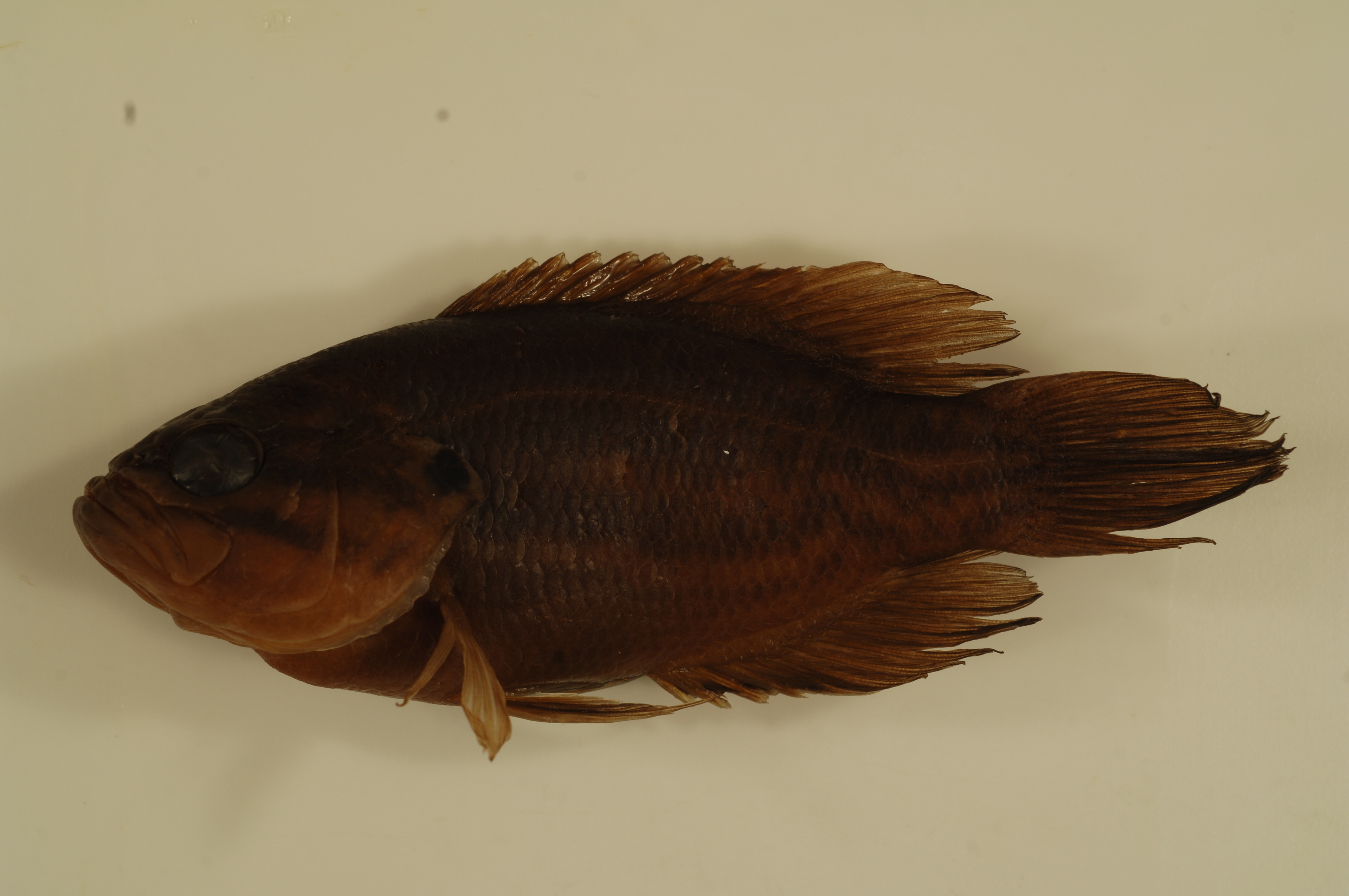
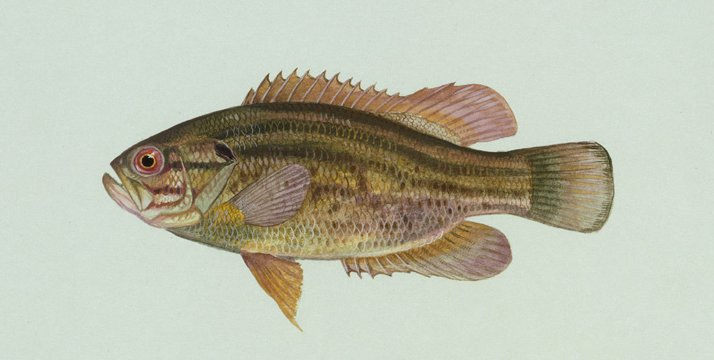
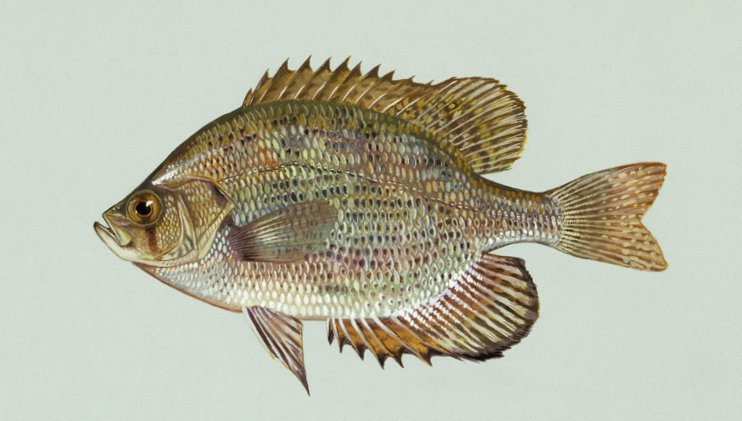

## Megjelenése
Ez a hal általában 14,1 centiméter hosszú, azonban 21 centiméteresre is megnőhet.

## Életmódja
Édesvízi halfaj, amely az iszapos mederfenék közelében él; általában a vízinövények között. Nagyon kis tavacskákban, illetve patakokban is képes megélni. A 10-22 Celsius-fokos vízhőmérsékletet és a 6,8-7,8 pH értékű vizet kedveli.